# 曾心梅
曾心梅（1970年8月6日—），本名曾小萍，台灣台語女歌手。

## 演藝簡歷
從小參加過多場的歌唱比賽，並且都擁有多數好成績。早期以本名曾小萍推出數張專輯，但都未有大好的成績，其後為《十二大美女海底城泳裝歌唱秀》、《金燕豪華歌舞酒店秀》等歌舞伴唱帶擔任幕後代唱。直到1994年推出《酒是舞伴，你是性命》專輯一舉成名，該歌曲也成為台語歌曲中人人朗朗上口的作品。於1996年獲得金曲獎最佳方言歌曲女演唱人獎項，更在2010年再次獲得金曲獎最佳台語女演唱人獎。之後也朝主持界發展，曾與名人、主持界大哥共同主持過電視節目，並獲得電視金鐘獎，也擔任過電台節目主持人、活動主持人，但終究還是熱愛著歌唱的事業。
2015年偕老公赴科摩多島潛水驚魂記，她潛入20米（約7、8層樓）深海中，被強勁的海流沖走，心想「死了太不值了」，心中默念佛號讓內心平情，緩緩浮上水面（避免水壓造成潛水夫病），她穿著救生衣在外海飄流，被小船救援脫險，歷劫歸來的她，更珍惜活著的每一天。
2016年逐漸退出螢光幕，開始從事副業，同年3月1日在台北開設「法之味手作食坊」，轉行賣手工素食包子饅頭、香椿花捲、杏仁茶。
2019年4月26日宣布，所有包子店已全面歇業，她無奈說，難敵「一例一休」、原物料上漲及員工年紀大，難負荷純手工的包子製作，忍痛將全部包子店收掉。
一度改賣冰品飲料，店名以藝名曾心梅命名。後來與其他合夥人合作，店名改為團聚，考量民眾喜愛吃完正餐後再吃甜品的飲食習慣，因此在餐點上做了調整，加入油飯、蔥油餅、餛飩湯等台灣傳統鹹食小吃，現已停業。

## 五燈獎
由於曾心梅自小參加無數比賽，因此於1987年破格直接挑戰當時五度四關的黃怡螢，在連續三次同燈同分後，輸給該期「臺語歌唱組」的五燈之星黃怡螢小姐。隔年由上格唱片（目前的上華唱片）發行首張專輯。

## 音樂作品
| 專輯 # | 發行日期   | 專輯資料                           | 唱片公司          | 曲目 |
| ------ | ---------- | ---------------------------------- | ----------------- | --- |
| 1.     | 1988年8月  | 胭脂酒                             | 上格              | 曲目 1. 胭脂酒 2. 海岸戀情 3. 虛偽的愛 4. 破碎的初戀夢 5. 歎無情 6. 燈塔戀情 7. 不是我無情 8. 千里眼順風耳 9. 脆心來看破 10. 哀愁的心聲 11. 離開是孤不將 12. 藍色的戀情                         |
| 2.     | 1989年     | 怨你一世人                         | 上格              | 曲目 1. 怨你一世人 2. 海口人 3. 何必離祙開 4. 甘願 5. 何必當初 6. 愛情三線路 7. 望你早歸 8. 你是石頭心 9. 龍捲風 10. 寂寞戀歌 11. 相思夢組曲 12. 船過水無痕                                     |
| 3.     | 1988年12月 | 探戈                               | 上格              | 曲目 1. 酒醉的探戈 2. 夜歸人 3. 相思苦 4. 憶良人 5. 醉在你懷中 6. 離情依依 7. 情千千意千千 8. 朦朧的燈光 9. 海角天涯 10. 月光小夜曲 11. 寒夜的街燈 12. 深情難忘                                 |
| 4.     | 1990年     | 娜奴娃的探戈                       | 上格              | 曲目 1. 娜奴娃的探戈 2. 天長地久 3. 負心人 4. 塞外情 5. 情歌 MV 6. 依然寂寞 7. 熱情向太陽 8. 愛人只對愛人說 9. 等情郎 10. 愛情的選擇題 11. 你是我唯一的愛 12. 娜奴娃的探戈                      |
| 5.     | 1993年12月 | 愛情這呢冷                         | 興來              | 曲目 1. 愛情這呢冷 2. 今夜的情 3. 我沒醉是心快碎 4. 委屈 5. 放舍你、我心不甘 6. 袂當同心 7. 彼領凸紗衫 8. 你是佇叨位 9. 歹物 10. 寄袂出的信 11. 一切攏是愛 12. 憨憨一直等                       |
| 6.     | 1994年12月 | 酒是舞伴，你是性命                 | 鄉城              | 曲目 1. 酒是舞伴，你是性命 2. 緣份 3. 一切攏是為著你 4. 啥麼是情 5. 心甘情願 6. 無情甲癡情 7. 感情問題 8. 今生來世 9. 你甘攏不知影 10. 雄雄想起你 11. 醉心夢 12. 夢中相見                       |
| 7.     | 1995年     | 天公疼憨人                         | 鄉城              | 曲目 1. 天公疼憨人 2. 燒燒的心 3. 感情是女人的一切 4. 自作多情 5. 想你歡喜．想阮傷心 6. 女人的悲哀 7. 敢擱有必要 8. 你愛我不像我愛你 9. 藉口 10. 最愛你一人 11. 多情多恨多怨歎 12. 一心欲愛落去 |
| 8.     | 1996年9月  | 思念你的心肝，你敢知               | 達樂              | 曲目 1. 思念你的心肝，你敢知 2. 無心的人 3. 情路小心行 4. 攏嘛是你 5. 有緣無份的人 6. 打開心內的窗 7. 美夢變成空 8. 變色的愛 9. 反悔 10. 一款愛一款命 11. 失戀免人賠 12. 思念你的心肝你敢知     |
| 9.     | 1996年     | 曾心梅舞厶ㄚˋ厶ㄚˋ 第一回 水車姑娘 | 鄉城              | 曲目 1. 水車姑娘 2. 山頂黑狗兄 3. 給我吻一下 4. 離別的月臺票 5. 寶島曼波 6. 孤女的願望 7. 愛某不驚苦 8. 星星知我心 9. 流浪的吉普賽姑娘 10. 戀歌 11. 大家來聽故事 12. 碼頭惜別                   |
| 10.    | 1996年     | 曾心梅舞厶ㄚˋ厶ㄚˋ 第二回 思慕的人 | 鄉城              | 曲目 1. 思慕的人 2. 墓仔埔也敢去 3. 愛人是行船人 4. 一見鍾情 5. 今夜八點半 6. 落大雨彼一日 7. 人客的要求 8. 惜別的海岸 9. 媽媽請你也保重 10. 等一下呢 11. 春宵舞伴 12. 舊皮箱的流浪兒           |
| 11.    | 1997年     | 認份                               | 邦尼達            | 曲目 1. 攬雲 2. 認份 3. 感情用一半 4. 變心 5. 阮的心沒人來疼 6. 無緣做愛人 7. 有誰人來陪 8. 第三者 9. 夜深情深人孤單 10. 哪講著愛 11. 認份 12. 有誰人來陪                                       |
| 12.    | 1998年     | 永遠不同                           | 邦尼達            | 曲目 1. 愛你是阮的命 2. 永遠不同 3. 天公疼憨人 4. 思念你的心肝，你敢知 5. 愛情這呢冷 6. 緣份 7. 活在夢中 8. 越頭作阮行 9. 酒是舞伴你是性命 10. 燒燒的心 11. 情路小心行 12. 雨綿綿情綿綿         |
| 13.    | 1998年12月 | 幫你打 原曲新唱系列I               | 邦尼達            | 曲目 1. 酒後的心聲 2. 惜別的海岸 3. 只有你 4. 大船入港 5. 褪色的戀情 6. 愛人是行船人 7. 傷心的所在 8. 愛我三分鐘 9. 倔強的愛 10. 愛不對人 11. 落山風 12. 無奈的相思                             |
| 14.    | 1998年12月 | 幫你打 原曲新唱系列II              | 邦尼達            | 曲目 1. 感情放一邊 2. 你著忍耐 3. 不想伊 4. 香港戀情 5. 相思海 6. 風醉雨也醉 7. 返來院身邊 8. 相思夢 9. 一個紅蛋 10. 傷心酒店 11. 苦酒的探戈 12. 藝界人生                                       |
| 15.    | 2000年4月  | 甲天借膽                           | 邦尼達            | 曲目 1. 甲天借膽 2. 小花 3. 愛著你 4. 對手戲 5. 放捨你 6. 我已經累了 7. Bye-Bye Baby 8. 落土的花蕊 9. 街ㄚ路散步 10. 真心沒改變 11. 小花 12. 甲天借膽                                           |
| 16.    | 2002年7月  | 半包菸                             | 全員集合          | 曲目 1. 半包菸 2. 分手紀念日 3. 愛你無藥醫 4. 放手 5. 醒來 6. 違背 7. 街ㄚ路散步 8. 因為有你的愛 9. 甲天借膽 10. 卡拉作陣K                                                                      |
| 17.    | 2009年12月 | 牽線                               | 中唱娛樂/美華影音 | 曲目 1. 白頭鬃 2. 平凡甲平安 3. 老曲盤 4. 亂中秋 5. 牽線 6. 愛已經累 7. 胭脂淚 8. 愛甲無路通退 9. 空思夢想 10. 佔線                                                                             |
| 18.    | 2011年6月  | 珍愛心梅                           | 中唱娛樂/美華影音 | 曲目 1. 紀念品 2. 做你去 3. 靈魂的侶伴 4. 慢來早離開 5. 點仔膠 6. 男人的貪 7. 已經無愛 8. 心狠手軟 9. 無限的思念 10. 愛寄在天涯                                                                 |
| 19.    | 2014年10月 | 雨水                               | 乾坤唱片/上點音樂 | 曲目 1. 雨水 2. 媳婦 3. 曾經 4. 青春會講話 5. 隨風飛 6. 你的出現 |

## 獎項記錄

### 金曲獎
| 年份   | 獲提名                         | 獎項                               | 結果 |
| ------ | ------------------------------ | ---------------------------------- | ---- |
| 1996年 | 《酒是舞伴你是性命》／鄉城唱片 | 第7屆金曲獎-最佳方言歌曲女演唱人獎 | 獲獎 |
| 1999年 | 《認份》／麗歌唱片廠           | 第10屆金曲獎-最佳方言女演唱人獎    | 提名 |
| 2010年 | 《牽線》／中唱數位娛樂         | 第21屆金曲獎-最佳台語女歌手獎      | 獲獎 |
| 2015年 | 《雨水》／乾坤影視傳播         | 第26屆金曲獎-最佳台語女歌手獎      | 提名 |

### 金鐘獎
| 年份   | 獲提名             | 獎項                                  | 結果 |
| ------ | ------------------ | ------------------------------------- | ---- |
| 2003年 | 《我的音樂你的歌》 | 第38屆金鐘獎-歌唱音樂綜藝節目主持人獎 | 提名 |
| 2004年 | 《我的音樂你的歌》 | 第39屆金鐘獎-歌唱音樂節目獎           | 獲獎 |
| 2005年 | 《台灣的歌》       | 第40屆金鐘獎-歌唱音樂節目主持人獎     | 提名 |
| 2006年 | 《台灣的歌》       | 第41屆金鐘獎-歌唱綜藝類最佳主持人獎   | 提名 |

### 其他
| 年份   | 獲提名 | 獎項                | 結果 |
| ------ | ------ | ------------------- | ---- |
| 2002年 |        | 中廣寶島網-主持人獎 | 獲獎 |

## 主持作品

### 電視節目
| 年份   | 頻道       | 節目                 | 備註                                                                                          |
| 2000年 | 八大第一台 | 《我的音樂，你的歌》 | 與廣播界名人陳京先生一同主持，2003年之後與劉福助搭檔主持 獲得2000年金鐘獎最佳歌唱節目主持人獎 |
| 2004年 | 八大第一台 | 《台灣的歌》         | 與余天、劉福助、洪榮宏一同主持                                                                |
| 2020年 | 信吉電視台 | 台灣大歌廳           | 與沈文程一同主持                                                                              |

## 演出作品

### 電視劇
- 2011年：大愛電視劇 一閃一閃亮晶晶 飾演 黃翠芳
- 2011年：大愛電視劇 我愛美金 飾演 依年媽媽
- 2012年：大愛電視劇 守著你的我 飾演 江太太
- 2012年：大愛電視劇 正義的化身 飾演 美娟
- 2013年：大愛電視劇 溫情滿車斗 飾演 秀鳳堂嫂
- 2014年：大愛電視劇 幸福魔法師 飾演 嚴文英
- 2015年：大愛電視劇 南國小太陽 飾演 淑惠媽